# Grenay (Isère)
Grenay é uma comuna francesa na região administrativa de Auvérnia-Ródano-Alpes, no departamento de Isère. Estende-se por uma área de 7,2 km². Em 2010 a comuna tinha 1 616 habitantes (densidade: 224,4 hab./km²).